# Nyodes obscurior
Nyodes obscurior är en fjärilsart som beskrevs av François Louis Nompar de Caumont de Laporte. Nyodes obscurior ingår i släktet Nyodes och familjen nattflyn. Inga underarter finns listade i Catalogue of Life.